# Caroline Pileggi
Caroline Pileggi (* 12. Dezember 1977) ist eine australische Gewichtheberin. Sie nahm mehrmals erfolgreich an Commonwealth Games teil.

## Karriere
Pileggi wurde noch vor den Olympischen Sommerspielen 2004 in Athen aus dem australischen Olympiateam ausgeschlossen und für zwei Jahre gesperrt, da sie eine Dopingkontrolle verweigerte. In ihrem Prozess vor einem Gericht in Melbourne sollte ihr nauruischer Berufskollege Quincy Detenamo für sie aussagen, dieser wurde jedoch selbst wegen Mordes angeklagt. Pileggi wurde ein mehrjähriges Berufsverbot auferlegt.